# Petit lac Saint-François (sjö i Kanada, Chaudière-Appalaches)
Petit lac Saint-François är en sjö i Kanada.   Den ligger i regionen Chaudière-Appalaches och provinsen Québec, i den sydöstra delen av landet, 300 km öster om huvudstaden Ottawa. Petit lac Saint-François ligger 293 meter över havet. Arean är 1,1 kvadratkilometer. Den sträcker sig 1,3 kilometer i nord-sydlig riktning, och 1,5 kilometer i öst-västlig riktning.
I omgivningarna runt Petit lac Saint-François växer i huvudsak blandskog. Runt Petit lac Saint-François är det mycket glesbefolkat, med 2 invånare per kvadratkilometer.